# نیدروالمناخ
نیدروالمناخ (به آلمانی: Niederwallmenach) یک شهر در آلمان است که در Verbandsgemeinde Nastätten واقع شده‌است. نیدروالمناخ ۴۰۴ نفر جمعیت دارد.